# Ivan McFarlin
Ivan McFarlin est un joueur de basket-ball américain né le 26 avril 1982 au Texas. McFarlin joue au poste d'ailier.
McFarlin fait sa carrière universitaire dans l'équipe des Cowboys de l'université d'État de l'Oklahoma. Il joue dans le Final Four basket-ball NCAA 2004. Il joue aux Sixers de Philadelphie avant d'être échangé avec Allen Iverson en décembre 2006 contre André Miller et Joe Smith des Nuggets de Denver. McFarlin est rapidement licencié par les Nuggets et part jouer en Turquie. Ivan McFarlin a aussi joué à Nanterre en Pro B.